# Ventiquattro occhi
Ventiquattro occhi (Nijûshi no hitomi) è un film del 1954 diretto da Keisuke Kinoshita.

## Trama
Isola di Shodoshima, 1928. La giovane maestra Oishi viene incaricata di insegnare per un anno a una classe elementare di 12 bambini, quasi tutti figli di povera gente. Il legame affettivo che si instaura tra la maestra e i bambini è così profondo che nel corso degli anni successivi i suoi ex alunni, ormai cresciuti, continuano a farle visita. Di molti di loro sembrano essersi perse le tracce: alcuni sono partiti per la guerra, altri hanno abbandonato l'isola in cerca di una vita migliore. A guerra finita, nel 1946, quasi vent'anni dopo il primo giorno di scuola, gli alunni sopravvissuti e la maestra Oishi si incontrano per l'ultima volta per ricordare gli anni passati e onorare la memoria dei compagni defunti.